# Xi Măng Hải Phòng Football Club
Maillots
Actualités
Le Hải Phòng Football Club est un club de football vietnamien basé à Hai Phong. Le vietnamien Viet Hoang Truong est l'entraineur depuis décembre 2014.
L'équipe première évolue en V-league, la première division du football vietnamien. Le club est connu pour avoir fait signer l'international brésilien Denilson en 2009.

## Palmarès
- Championnat du Viêt Nam (1)
  - Vice-champion : 1992

- Coupe du Viêt Nam (2)
  - Vainqueur : 1995, 2014
  - Finaliste : 2005

- Supercoupe du Viêt Nam (1)
  - Vainqueur : 2005
  - Finaliste : 2022

## Noms précédents
- Công an Hải Phòng (-2002)
- Thép Việt Úc - Hải Phòng (2002-2005)
- Mitsustar Haier Hải Phòng (2005-2006)
- Vạn Hoa Hải Phòng (2007)